# Афанасьевский (Свердловская область)
Афанасьевский — посёлок в Ачитском городском округе Свердловской области. Управляется Афанасьевским сельским советом.

## География
Посёлок Афанасьевский располагается на левом берегу реки Бисерти, в 26 километрах на северо-восток от посёлка городского типа Ачита.

### Часовой пояс
Афанасьевский, как и вся Свердловская область, находится в часовой зоне МСК+2. Смещение применяемого времени относительно UTC составляет +5:00.

## Население
| 2002 | 2010 | 2021 |
| ---- | ---- | ---- |
| 385  | ↘264 | ↘149 |

## Инфраструктура
В Афанасьевском улиц: Аликинская, Беляева, Ворошилова, Гагарина, Заречная, Механизаторов, Подгорная, Советская, Стахановская, Трактовая и Феденевская. В посёлке расположен одноимённый остановочный пункт Горьковской железной дороги.